# ロマノフスキー染色

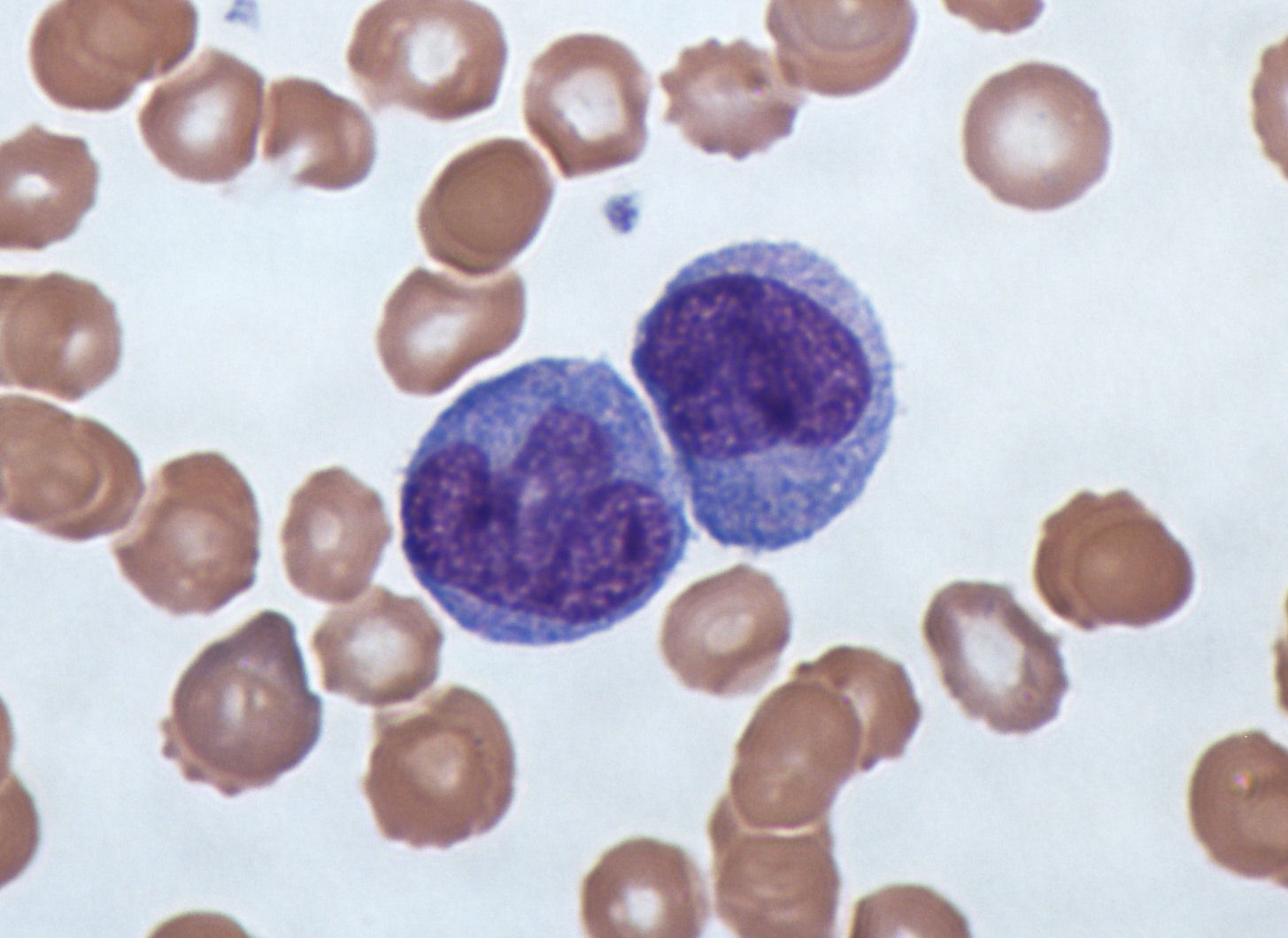
ロマノフスキー染色の一つ、ギムザ染色による単球と赤血球

ロマノフスキー染色（ロマノフスキーせんしょく）とは、アズール色素とエオシンを使用する染色法の総称（ギムザ染色やライト染色などを含む）であり、血液細胞の染色に広く用いられる。

## 概要
ロマノフスキー染色とは、アズール色素とエオシンを使用する染色法の総称であり、ギムザ染色やライト染色を始めとする多数の染色法が含まれる。核やアズール顆粒が紫色に染まるなど、元の色素の青や赤以外の色調が得られるのが特徴である。
もっともよく知られた用途は血液細胞の染色であるが、それ以外にも微生物の染色、染色体の染色、など、様々な領域で広く使用されている。

## 染色機序
青色の塩基性色素（アズール色素、メチレンブルー）は、酸性の細胞成分（DNAを持つ核、RNAを持つリボゾームなど）を青く染める。
細胞質が青色に染まるのは主にメチレンブルーがリボゾーム（RNA）と結合するためである。
赤色の酸性色素（エオシン）は、細胞質の塩基性成分（好酸球の好酸性顆粒、赤血球の細胞質、など）を赤く染める。ロマノフスキー染色においては、上記に加えてさらに、核（やアズール顆粒等）においてアズールBとエオシンの複合体が沈着し、紫色を呈する。この最後の「核などが青ではなく紫に染まる」、「元の色素の赤色・青色以外のさまざまな色調が現れる」ことをロマノフスキー現象という。

## 歴史

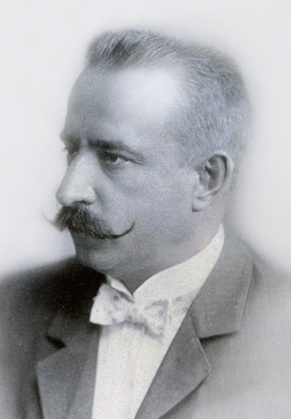
ドミトリ・レオニドビッチ・ロマノフスキー（Dmitri Leonidovich Romanowsky） (1861-1921).

19世紀末の有機化学の発展により、様々な合成染料が開発され、医学にも応用されていった。
1876年に、ドイツの化学者、ハインリッヒ・カロ（Heinrich Caro）がメチレンブルーを開発した。

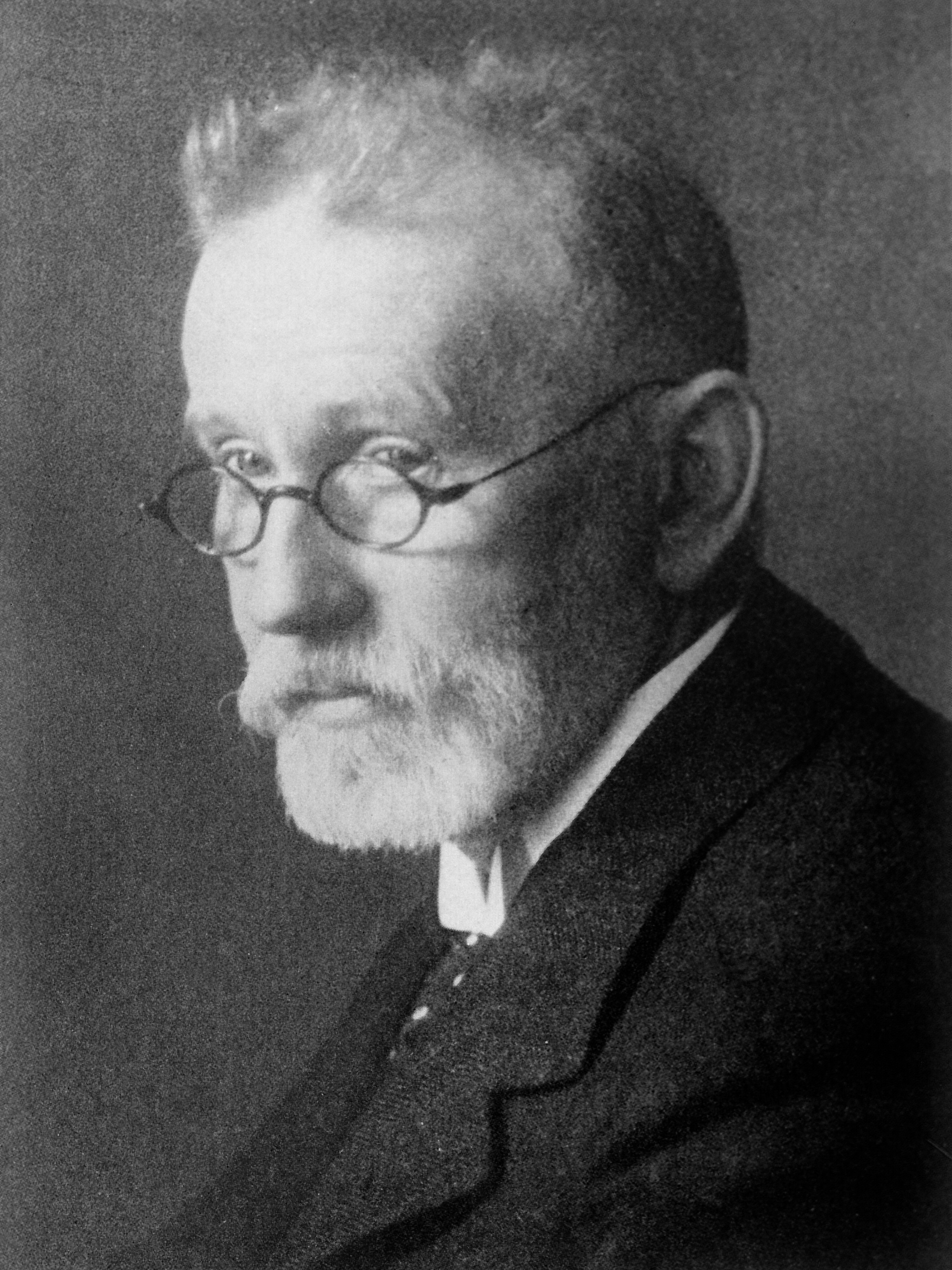
パウル・エールリヒ（Paul Ehrlich）

1870年代には、ドイツの化学者・細菌学者、パウル・エールリヒ（Paul Ehrlich）が、初めて、複数の色素（酸性色素のフクシンと塩基性色素のメチレンブルー）を同時に血液塗抹標本の染色に利用し、白血球分画を初めて記載した。
1880年に、フランスの軍医のラブランが無染色の新鮮血液塗抹標本でマラリア原虫を発見した。これに引き続いて、各地で、乾燥血液塗抹標本でマラリア原虫を染色する方法の追求が始まった。

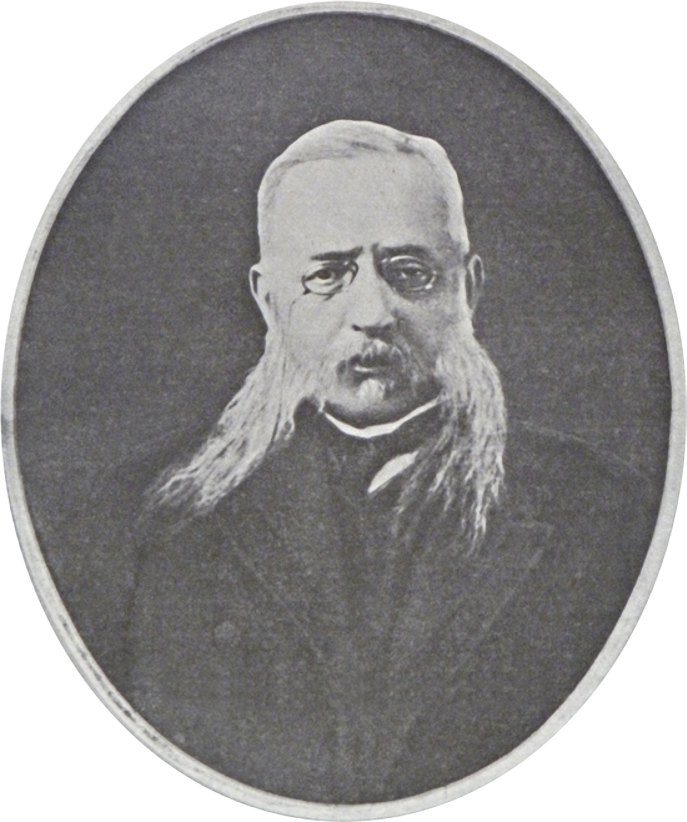
チェスラフ・チェンチンスキー（Czesław_Chęciński）

1888年に、ポーランド人病理医、チェスラフ・チェンチンスキー（（ポーランド語）Czesław Chęciński、(英） Cheslav Ivanovich Chenzinski）がエオシンとメチレンブルーを使用した染色を開発し、赤血球中のマラリア原虫を染色するのに成功したが、この方法では原虫の核は不分明であった。後述のロマノフスキーやマラホフスキーの染色法は、基本的にチェンチンスキーの染色法の変法である。
1889年前後に、英国、ロンドンのジェンナー（Louis Leopold Jenner）がエオジン化メチレンブルーをメタノールに溶解して、固定液と染色液を兼用させる方法（ジェンナー染色）を開発したが、この方法ではロマノフスキー効果は得られなかった。
1890年に、ロシアの内科医ドミトリー・レオニドビッチ・ロマノフスキー（Dmitri Leonidovich Romanowsky）が、「熟成した」メチレンブルーとエオシンの混合液で原虫の細胞質は青色、核は紫赤色に染め分けることができることを発表した。これはメチレンブルーの長期の貯蔵中に生成したアズールBにより核が紫色に染まったものであり、純度の高いメチレンブルーを使用した場合は再現できなかった。

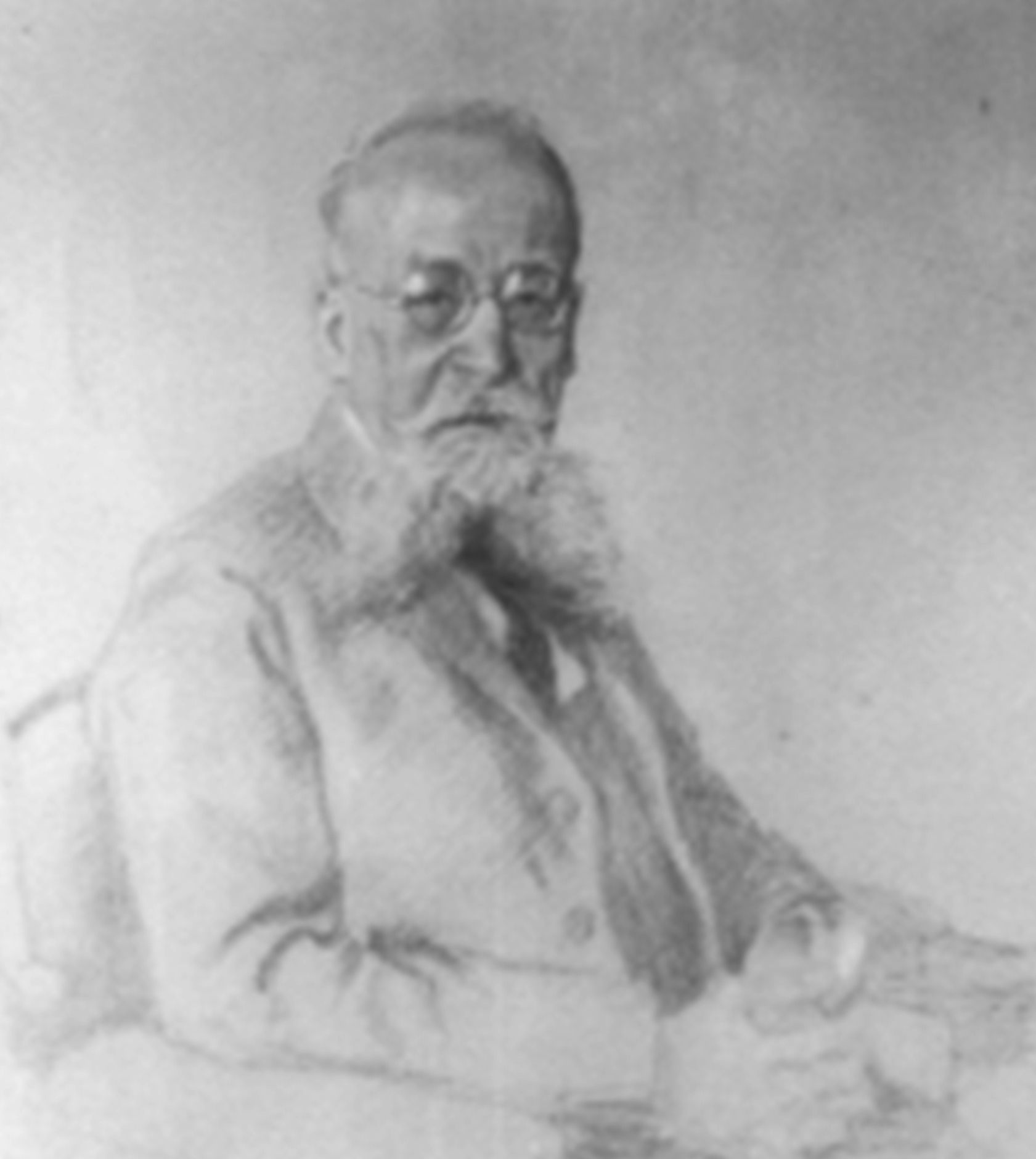
エルンスト・マラホフスキー（Ernst Malachowsky)

1891年に、ドイツの医師、エルンスト・マラホフスキー（Ernst Malachowski）が、ロマノフスキーとは独立に、メチレンブルーにホウ砂を加えて（アルカリ化）ポリクローム・メチレンブルーとすることにより、再現性の高いロマノフスキー現象が得られることを発表した。（なお、ロマノフスキーとマラホフスキーのどちらがロマノフスキー現象の第一発見者か、という点については議論があるが、出版年月日から言えば、ロマノフスキー現象を先に報告したのはロマノフスキーである。マラホフスキーは自分の発見をさらに追求しなかった一方で、ロマノフスキーは自分の染色法を利用してマラリア原虫に関する研究を発表して大きな反響を得た。）
ロマノフスキー自身が興味を持っていたのはマラリア原虫であったが、今日、医療現場で利用されるような血液塗抹標本の染色像を初めて得たのはロマノフスキーであり、ロマノフスキーの発表は血液塗抹標本の染色の研究を大いに刺激し、ロマノフスキーの業績は、ロマノフスキー染色として知られるようになった。ロマノフスキーの方法は、メチレンブルーの熟成にかかわる再現性のなさと、毎回染色液の調整を必要とする手技の煩雑性があり、ロマノフスキー染色の改良法として多数の染色法が開発され、血液細胞の精緻な形態学の出発点となった。
1902年に、ドイツ、ミュンヘンのメイ（Richard May）とグリュンワルド（Ludwig Grünwald）により発表されたメイ・グリュンワルド染色は、基本的に前述のジェンナー染色と同じものであり、ロマノフスキー現象は得られない。しかし、メイ・グリュンワルド染色は、ロマノフスキー効果をもつギムザ染色との重染色という形で、今日でも用いられている。
1902年に、米国、ボストンのジェームス・ライト（James Homer Wright）がポリクローム・メチレンブルーとエオシンのアルコール性染色液を用いて、短時間で固定・染色ができ、ロマノフスキー現象が得られるライト染色を発表した。ライト染色は米国でよく用いられる。

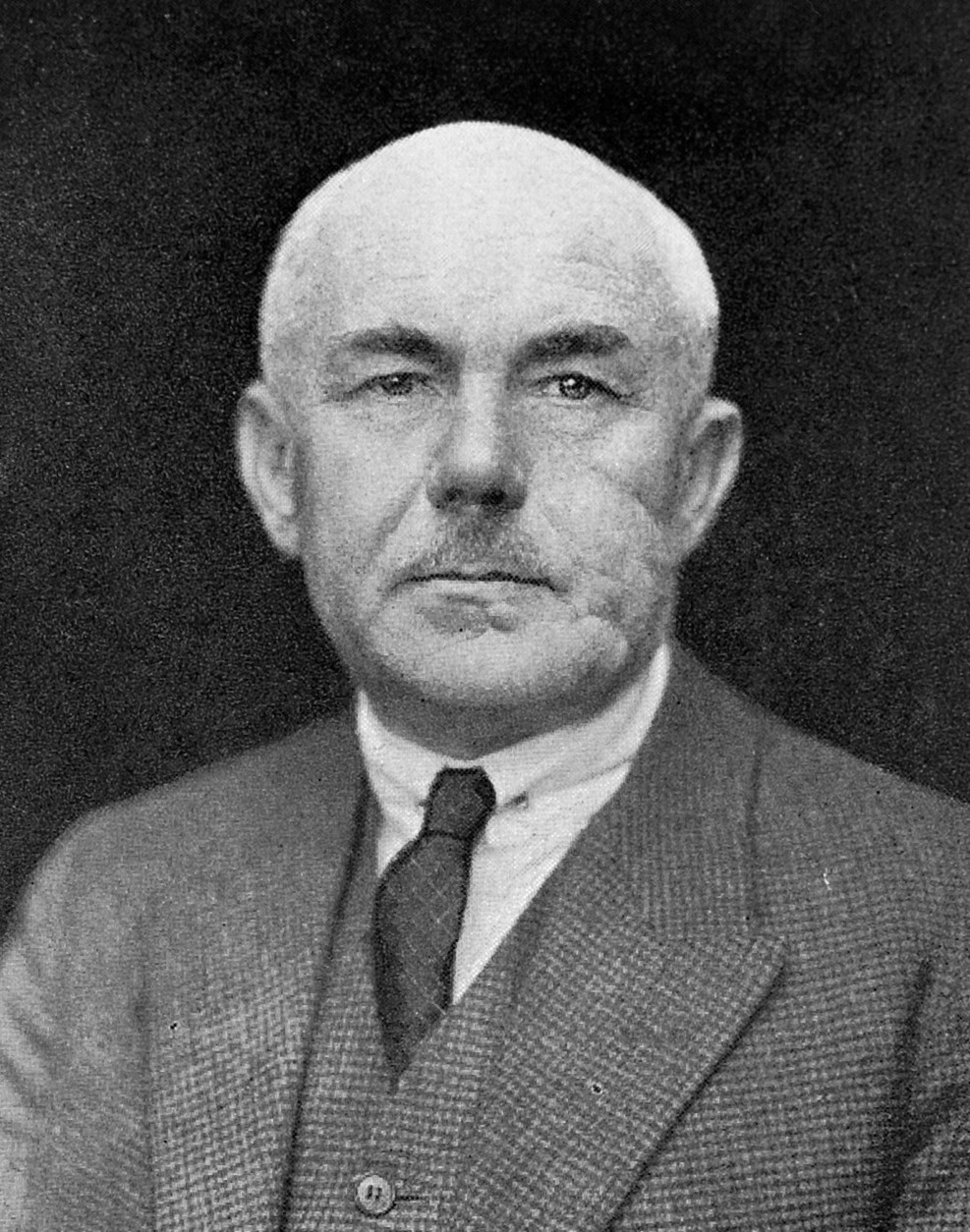
グスタフ・ギムザ（Gustav Giemsa）

1904年に、ドイツ、ハンブルグの船員熱帯病病院に勤務していたグスタフ・ギムザ（Gustav Giemsa）が、アズールⅡ（アズールBとメチレンブルーの混合物と考えられる）とエオシンをグリセロールで安定化させた原液を使用するギムザ染色を発表した。本法は染色液の安定性にすぐれ、再現性のある染色が可能であり、今日でも標準的な染色法として全世界で広く用いられている。
1906年に、ドイツのアルトゥール・パッペンハイム（Artur Pappenheim）が、メイ・グリュンワルド染色に追加してギムザ染色を行う方法を発表し、1908年には、今日用いられているメイ・グリュンワルド・ギムザ染色の原法（パッペンハイム染色ともよばれる）を発表した

## 主な染色法

### ギムザ染色

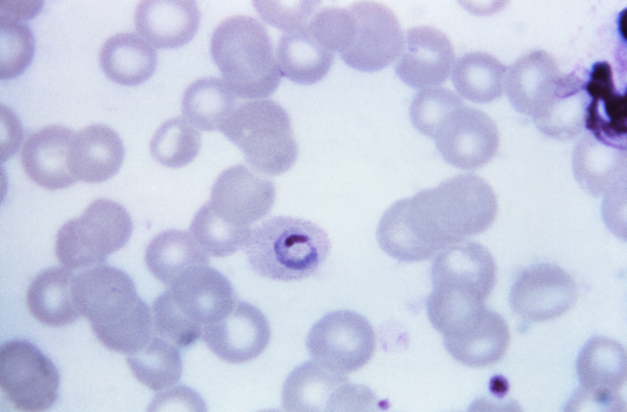
赤血球中の卵形マラリア。ギムザ染色。

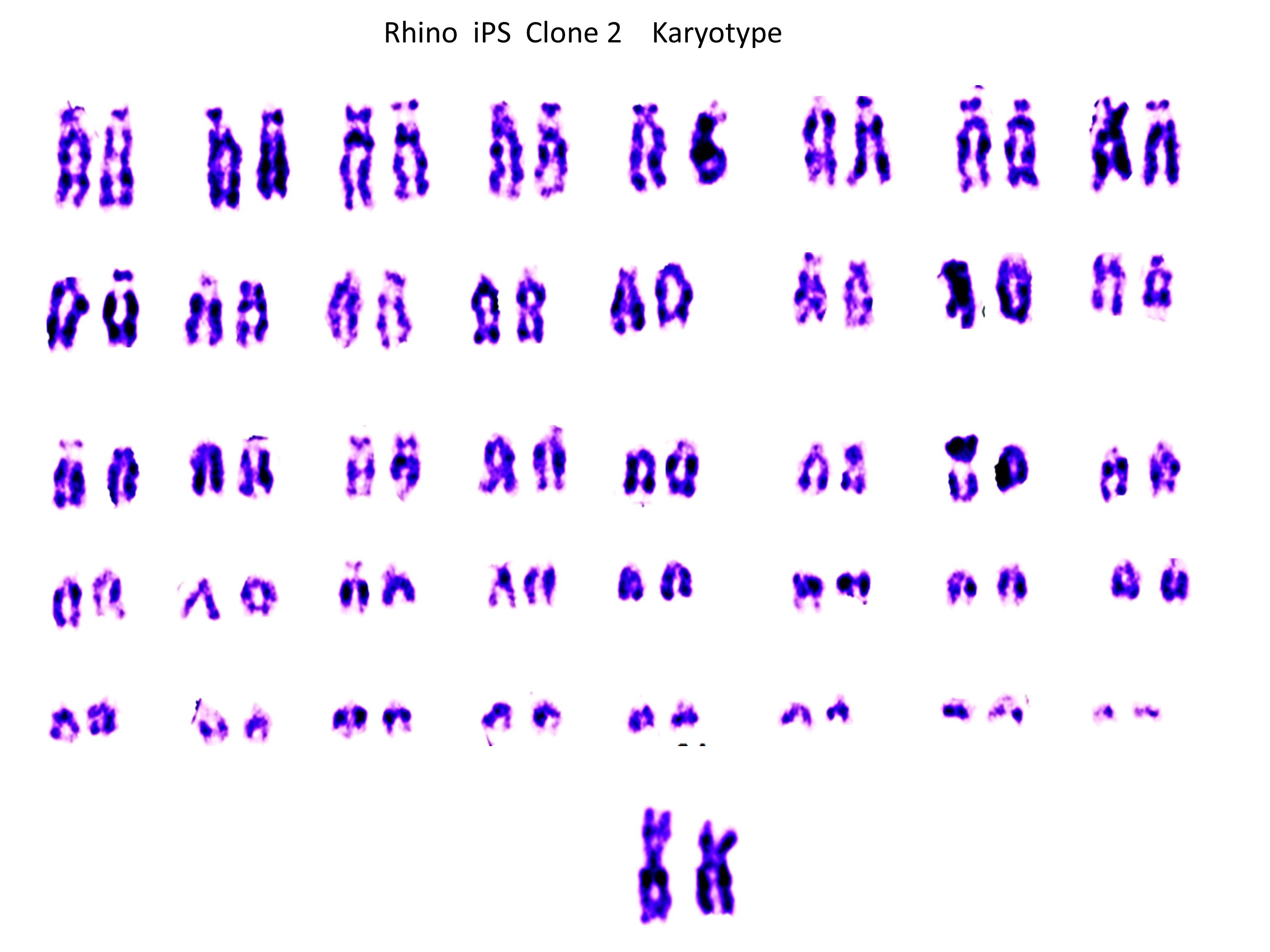
キタシロサイの染色体。ギムザ染色（G分染法）。

ギムザ染色（(英)Giemsa stain）は、アズールⅡ（アズールⅡとは、アズールB（アズールⅠ）とメチレンブルーを等量混合したもの）とエオシンYを用いる。溶媒として、50 %メタノールと50 %グリセロールを使用して、試薬の安定性を改善している。（ちなみに、ギムザ染色でメチレンブルーを使用するのは、アズールBに不純物として混じっているアズールAにより細胞質が灰色を帯びるのを補正する目的である。）
核内構造の描出は良好であり、血液細胞検査（末梢血塗抹検査・骨髄）はギムザ染色単独でも十分可能であるが、細胞質顆粒の描出がやや不良であるので、メイ・グリュンワルド染色と併用することが多い。
マラリア原虫など血液中の病原体の検出はギムザ染色が標準的な方法である。
病理細胞診においては、造血系疾患関連以外にも、脳脊髄液、胸水・腹水などの穿刺液検査、尿、穿刺吸引細胞診、などの細胞の観察に用いられる。

ギムザ染色は染色体の観察にも用いられる。G分染法は、染色体のトリプシン処理後にギムザ染色を行うもので、染色体に濃淡の縞模様（Gバンド）が見える。濃く染まる部分はDNAにアデニンやチミンが多い領域、淡く染まる部分は、グアニンやシトシンが多い領域である。Gバンドを観察することにより、染色体の同定や異常の検出を行うことができる。

### メイ・グリュンワルド・ギムザ染色

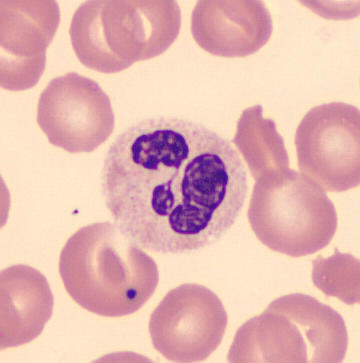
好中球とハウエル・ジョリー小体をもつ赤血球。メイ・グリュンワルド・ギムザ染色。

メイ・グリュンワルド・ギムザ染色（英:May–Grünwald–Giemsa stain 
）は、メイ・ギムザ染色、パッペンハイム染色（英:Pappenheim stain）ともよび、
メイ・グリュンワルド染色とギムザ染色の二重染色である。
エオシンとメチレンブルーを用いるメイ・グリュンワルド染色は、好中球の好中性顆粒など細胞質顆粒をよく染めるが、ロマノフスキー効果を持たず、核が紫に染まらない。これにギムザ染色を追加すると、核・細胞質顆粒がともに美麗に染色される。また、ギムザ染色単独だと好塩基球の顆粒が脱落しやすいが、本法ではよく染色される。

日本では血液細胞の染色法として頻用される。

### ライト染色

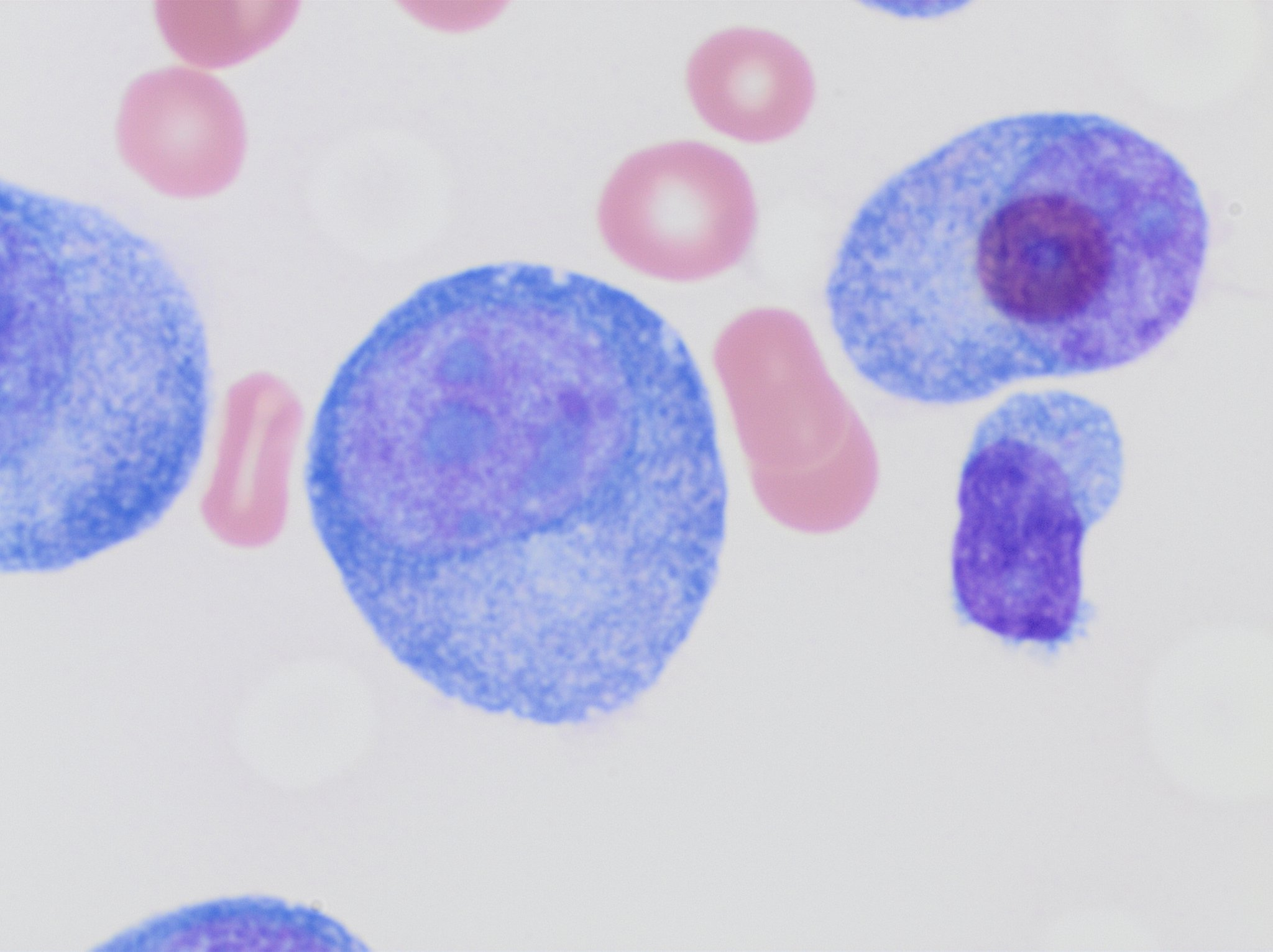
形質芽球細胞。ライト染色。

ライト染色（(英)Wright stain）は、色素としてポリクローム・メチレンブルーとエオシン、溶媒として80 %メタノールを用いる方法である。染色液が固定液を兼ねるので操作が簡便であり、所要時間が短い。
ライト染色では細胞質顆粒がよく染まるが、核の染まりはギムザ染色に劣る。

米国では血液細胞の染色法として頻用される。

### ライト・ギムザ染色

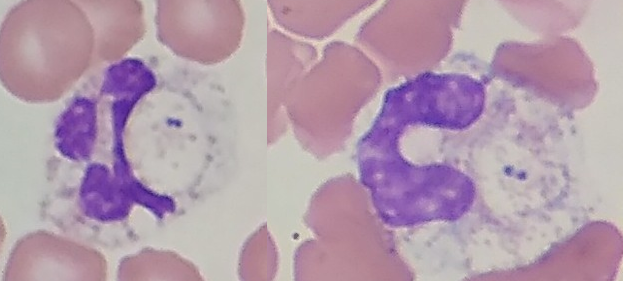
細菌を貪食した好中球。ライト・ギムザ染色。

ライト・ギムザ染色（(英)Wright-Giemsa stain）は、ライト染色にギムザ染色を重ねて、双方の欠点を補ったものである。
メイ・グリュンワルド・ギムザ染色に類似しているが、細胞質顆粒がより強く染まる傾向がある。

### ディフ・クイック染色

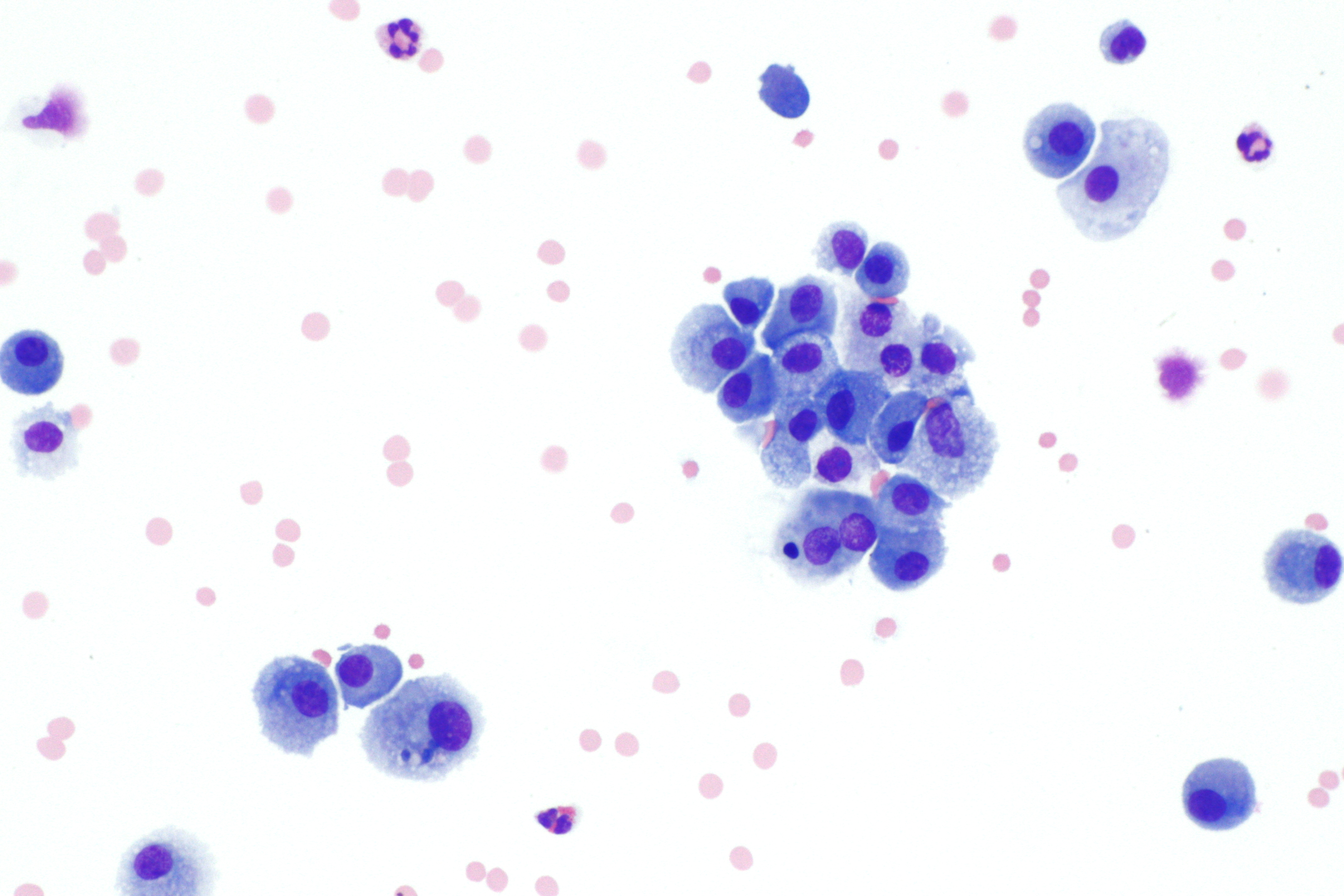
気管支肺胞洗浄液 標本（Diff-Quik染色）

ディフ・クイック（(英)Diff-Quik）は、ライト・ギムザ染色の改良法の商品名である。塗抹標本を、固定液（メタノールとファーストグリーン）、染色液1（エオシンGとリン酸緩衝液）、染色液2（チアジン色素とリン酸緩衝液）に順に浸すことにより、15秒程度でライト・ギムザ染色と同等の染色が可能である。また、エオシン液と塩基性色素液の処理工程を分離することにより、検体の特性によりそれぞれの染色時間を調節することができる。もともと商品名であったが、一般名詞化して、類似の染色法もあわせてディフ・クイックと呼ぶことがある。

ベッドサイドでの血液塗抹標本検査に用いられる他、病理細胞診分野では、穿刺吸引細胞診検体、血液細胞・骨髄細胞・穿刺液・尿・髄液などの検体でよく用いられる。また、微生物検査分野でも、ニューモシスチスなど、グラム染色で染まりにくい微生物の検出に有用とされている。

### ライシュマン染色
ライシュマン染色（(英)Leishman stain）は、スコットランドの外科医・病理医、ライシュマン（Sir William Boog Leishman)により考案された。
色素としてポリクローム・メチレンブルーとエオシンB、溶媒としてメタノールを用いる。ライト染色に類似の染色法である。